# ب‌ام‌و سری ۶

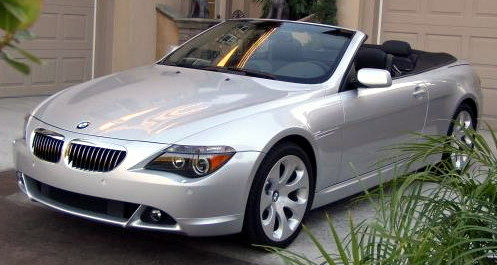
یک دستگاه ب‌ام‌و سری ۶ کروک نقره‌ای

ب ام و سری ۶ (به انگلیسی: BMW 6 Series) یک سری خودرو است که از سال ۱۹۷۶ تا ۱۹۸۹ و مجدداً از سال ۲۰۰۳ تاکنون در آلمان تولید شده است.
این خودرو در کلاس خودرو جی‌تی قرار گرفته و طراحی آن خودروهای موتور جلو-محور عقب بوده است.
این خودرو در سه نسل تولید شده است که گفته می‌شود طراحی نسل سوم آن را نادر فقیه زاده و با الهام از کوسه انجام داده است. این خودرو به همراه خودروهای ب‌ام‌و سری ۴ و ب‌ام‌و ایکس۴ و ب‌ام‌و ایکس۶ جزو خودروهای اسپرت شرکت ب‌ام‌و محسوب می‌گردد؛ زیرا در نام آن از اعداد زوج استفاده گردیده است.
در سال ۲۰۰۳ کمپانی ب‌ام‌و تصمیم گرفت این مدل را بر پایه ب‌ام‌و سری ۵ بازسازی کند. ب‌ام‌و سری ۶ با اینکه از فروش مطلوبی برخوردار بوده همواره هدف انتقادات گروهی از صاحب نظران و دوستداران ب ام و در زمینه طراحی خارجی بوده است. بررسی سریع وب‌سایت رسمی ب‌ام‌و در آمریکای شمالی نشان می‌دهد نسخه کوپه این خودرو دیگر در آمریکا قابل‌خرید نیست. ب‌ام‌و هم‌اکنون در آمریکا تنها مدل‌های سدان ۴ در گرن کوپه، کانورتیبل و آلپینا B6 را ارائه می‌کند. هرچند، ب‌ام‌و آلمان لیست فروش کامل سری ۶ از جمله مدل کوپه و M6 کوپه را دارد.

## جدول تولید و فروش

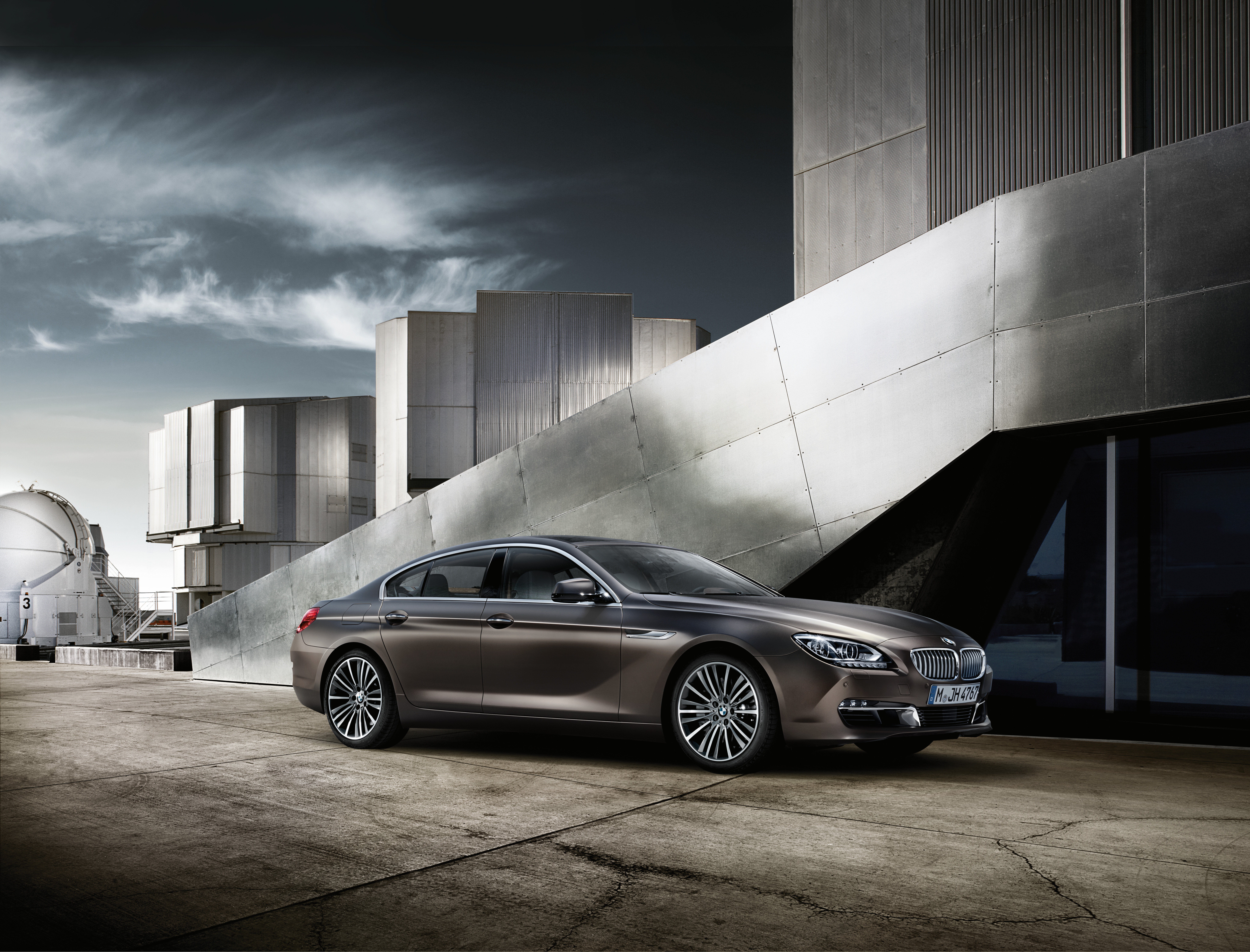
ب ام و سری ۶ گرن کوپه در مقابل رصدخانه پارانال

| سال تقویمی | تولید کل | فروش در ایالات متحده |
| ---------- | -------- | -------------------- |
| ۲۰۰۴       | ۲۰٬۰۴۰   | ۸٬۱۹۸                |
| ۲۰۰۵       | ۲۳٬۳۴۰   | ۹٬۹۳۴                |
| ۲۰۰۶       | ۲۱٬۹۴۷   | ۹٬۳۲۲                |
| ۲۰۰۷       | ۱۹٬۶۲۶   | ۹٬۰۳۳                |
| ۲۰۰۸       | ۱۶٬۲۹۹   | ۶٬۵۳۳                |
| ۲۰۰۹       | ۸٬۶۴۸    | ۳٬۵۴۹                |
| ۲۰۱۰       | ۵٬۸۴۸    | ۲٬۴۱۸                |
| ۲۰۱۱       | ۹٬۳۹۶    | ۳٬۹۰۳                |
| ۲۰۱۲       | ۲۳٬۱۹۳   | ۸٬۲۰۸                |
| ۲۰۱۳       | ۲۷٬۶۸۷   | ۲٬۷۶۲                |
| ۲۰۱۴       | ن/م      | ۸٬۶۴۷                |
| ۲۰۱۵       | 20,962   | ۸٬۱۴۶                |
| ۲۰۱۶       | 13,400   | ۳٬۹۴۷                |